# 万惣

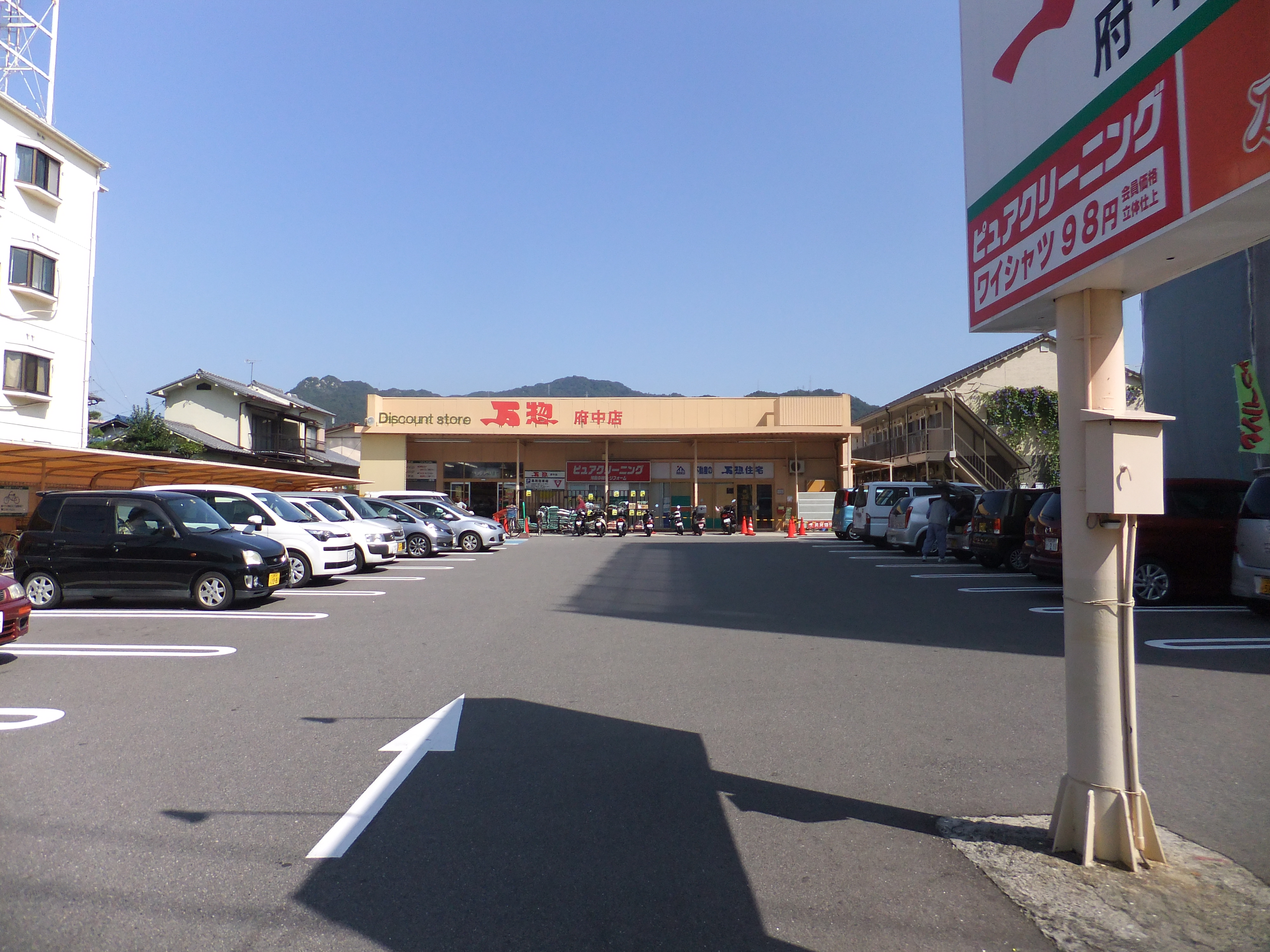
府中店

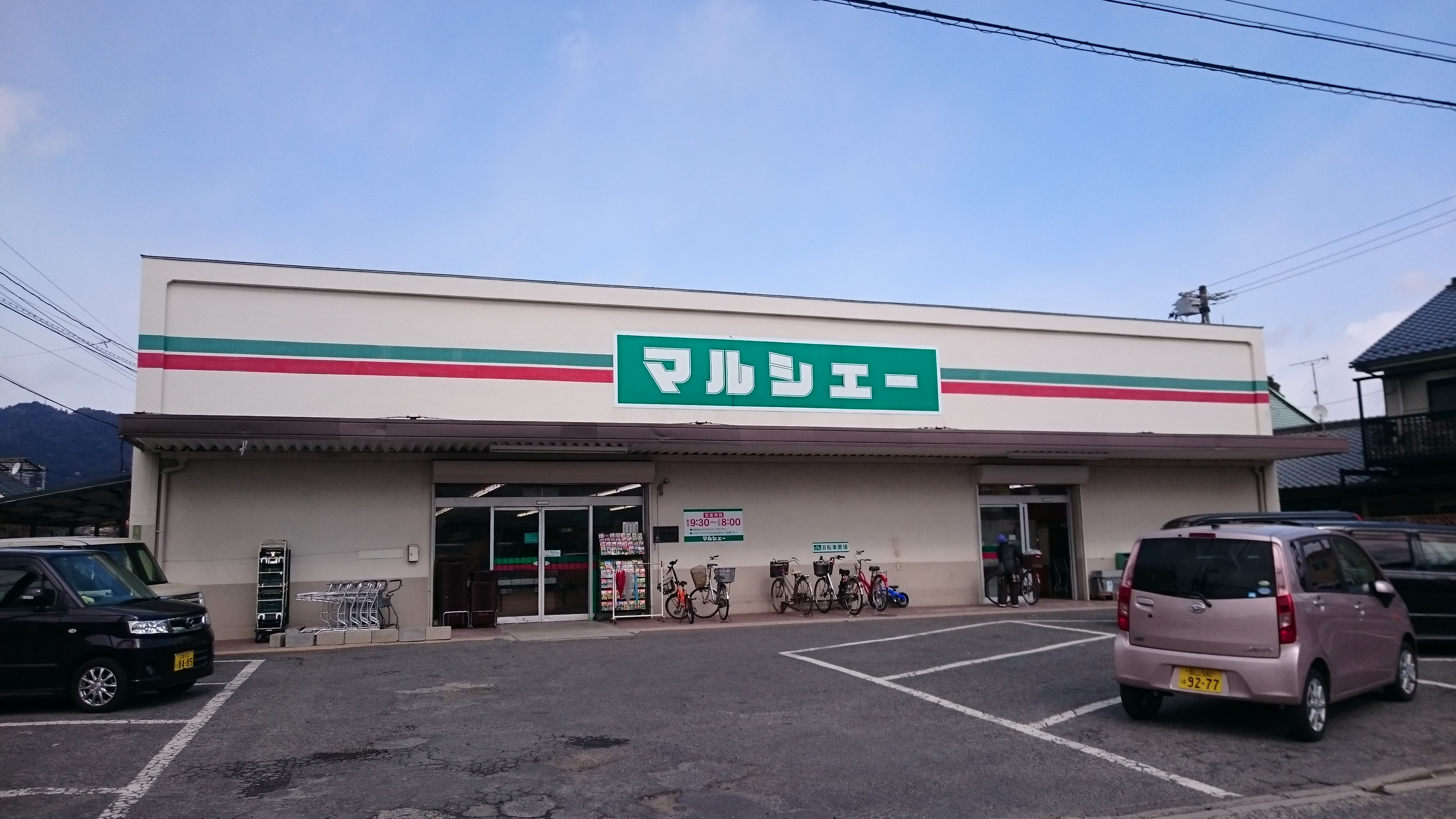
マルシェー川内店

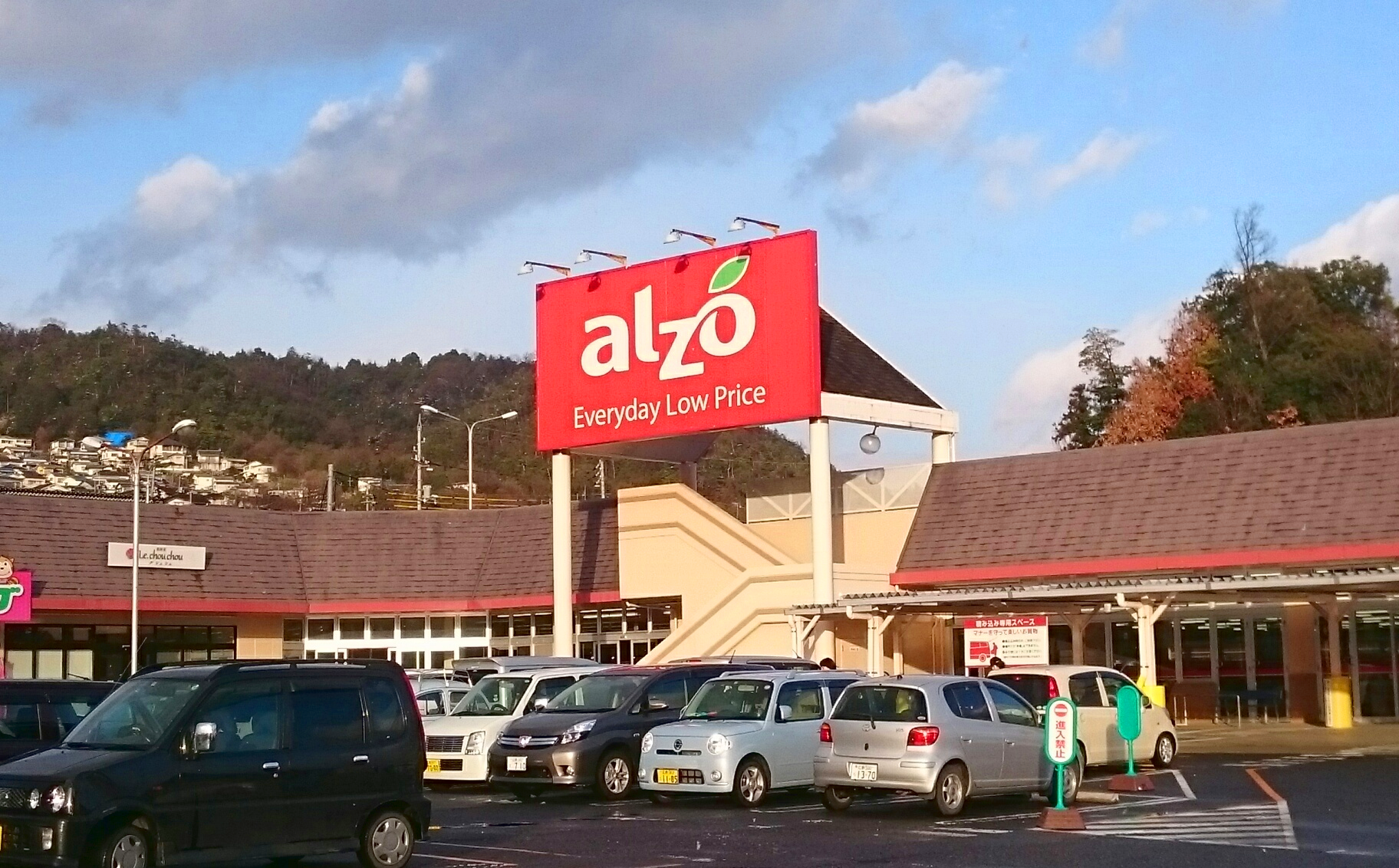
アルゾ可部店

株式会社万惣（まんそう）は、広島県広島市佐伯区に本社があるスーパーマーケットチェーン。

## 概要
1960年に有限会社富屋として設立、1975年より現在の社名となった。「万惣」「マルシェー」「アルゾ」の3つのストアブランドでスーパーマーケットを運営している。近年は「アルゾ」ブランドでの出店が主流で、既存店もリニューアルを行う際にアルゾへとリブランドするケースも多い。店舗展開は本社のある広島県内および山口県東部が中心だが、近年は福岡県・佐賀県にも出店、九州北部へも進出している。
店舗の特徴としてはエブリデイ・ロー・プライス戦略を採っており、特売をおこなっていない点や余計なPOPを貼り出さない点、小商圏高来店頻度戦略や短時間で買い物を済ませることができるショートタイムショッピングの導入している点をあげている。しかしながら、2019年ごろよりチラシを再び導入。チラシ商品の定番売価変更を行うようになった。
店内で生鮮品の加工を行わなず、センター一括管理となっている。
段ボール陳列、またはオリジナルの什器を用いることにより同業他社と比較し人時生産性が高いのが強みである。
近年はプライベートブランドや輸入品にも力を入れている。

## 沿革
- 1960年3月 - 有限会社富屋設立。
- 1975年10月1日 - 株式会社万惣設立。
- 1999年5月 - 本社を広島県広島市安佐南区大町西から佐伯区石内に移転。
- 2018年11月 - 九州初進出となるアルゾ飯塚幸袋店開店。
- 2019年3月末 - 万惣カード3％値引きサービスの終了（マルシェーを除く）。
- 2019年8月15日 - 万惣、アルゾにおいてキャッシュレス決済PayPayを導入。
- 2019年8月26日 - マルシェーにおいてキャッシュレス決済PayPayを導入。
- 2019年秋冬ごろ - キャッシュレス決済LINE Payを導入。
- 2019年秋冬ごろ - 九州地区においてクレジットカード決済を導入。
- 2022年現在、さらにメルペイなどのバーコード決済にも対応している。

## 店舗

### 万惣
広島県広島市
- 庚午店 - 西区庚午南
- 矢野南店 - 安芸区矢野南
- 緑井店 - 安佐南区緑井
- 中須店 - 安佐南区中須（珍しい二フロア構造）

安芸高田市
- 吉田店（2009年オープン）

呉市
- 呉東中央店
- 焼山店
- 呉坪ノ内店 - 2009年開店→2018年9月閉店
- 呉広店 - 広古新開

廿日市市
- 串戸店（2009年オープン）

東広島市
- 八本松店 - 八本松町米満（2020年4月閉店）

安芸郡
- 府中店 - 安芸郡府中町本町
- 海田店 - 安芸郡海田町曙町（旧マルシェー海田店を建て替え増床）

### マルシェー
広島県広島市
- 舟入店 - 中区舟入幸町（2021年2月閉店）
- 光南店 - 中区光南
- 観音店 - 西区南観音(2024年4月閉店）[3]
- 中山店 - 東区中山東（2010年10月閉店）
- 戸坂店 - 東区戸坂中町（2009年3月閉店）
- 戸坂東浄店 - 東区戸坂大上（2018年ごろ閉店）
- 五日市中央店 - 佐伯区五日市中央
- 矢野店 - 安芸区矢野東（2009年9月頃閉店）
- 瀬野川店 - 安芸区中野（2017年1月閉店）
- 中野店 - 安芸区中野東（2014年5月閉店）
- 川内店 - 安佐南区川内
- 長束店 - 安佐南区長束
- 東原店 - 安佐南区東原（2020年2月閉店）

廿日市市
- 佐方店

安芸郡
- 府中浜田店（2022年4月閉店）

### アルゾ
- 高陽深川店 - 安佐北区深川、2014年7月頃にマルシェ―高陽深川店から万惣高陽深川店に改称。2018年1月に万惣からアルゾに再改称。
- 可部店 - 安佐北区亀山
- 高取店 - 安佐南区長楽寺　2017年9月に万惣高取店から改称。
- 五日市利松店 - 佐伯区利松　2017年10月に万惣五日市利松店から改称。
- 下松店 - 山口県下松市　山口2店舗目。
- 南岩国店 - 山口県岩国市、2018年3月に万惣南岩国店から改称。山口1店舗目。
- 青崎店 - 安芸郡府中町青崎東、2018年7月26日に万惣青崎店から改称。
- 井口台店 - 西区井口台　2018年5月に万惣井口台店から改称。
- セレクト本浦店 - 南区東本浦町　2024年8月に万惣本浦店から改称。
- 千代田店 - 山県郡北広島町古保利　2018年9月に万惣千代田店から改称。
- 尾道店 ‐ 尾道市栗原町　2018年3月に万惣尾道店から改称。
- 飯塚幸袋店 - 福岡県飯塚市中　九州1店舗目。
- 甘木店 - 福岡県朝倉市一木　九州2店舗目。
- 吉野ヶ里店 - 佐賀県神埼郡吉野ヶ里町吉田　九州3店舗目。
- ひびきの店 - 福岡県北九州市若松区小敷ひびき　九州4店舗目。
- 宇美店 - 福岡県糟屋郡宇美町桜原　九州5店舗目。
- セレクト牛田店 - 東区牛田本町、2021年1月にマルシェー牛田店から改称[4]
- 高屋店 - 東広島市高屋町檜山　　2024年11月に万惣高屋店から改称。

## テーマソング
2012年1月以降、万惣オリジナルイメージソングとして「MANSO といっしょに～ for life to you」を使用している。歌手は歌唱当時、本名の北谷由美子を名乗っていたDressingが担当。Dressingに改名後も企業CMに出演している。また、2020年には「Alzo といっしょに ～ for Life to You」を公開した。

## 番組スポンサー

### ラジオ
- DressingのNice Fantasy!!（RCCラジオ・2021年7月22日 - 2022年6月30日）※クレジットは「ディスカウントスーパーアルゾ」